# I liga urugwajska w piłce nożnej (1985)
- Mistrz Urugwaju 1985: CA Peñarol
- Wicemistrz Urugwaju 1985: Montevideo Wanderers
- Copa Libertadores 1986: CA Peñarol, Montevideo Wanderers
- Spadek do drugiej ligi: Sud América Montevideo
- Awans z drugiej ligi: Fénix Montevideo

Mistrzostwa Urugwaju w roku 1985 były mistrzostwami rozgrywanymi według systemu, w którym wszystkie kluby rozgrywały ze sobą mecze każdy z każdym u siebie i na wyjeździe, a o tytule mistrza i dalszej kolejności decydowała końcowa tabela. Miejsce w końcowej tabeli mistrzostw nie decydowało o prawie gry w międzynarodowych pucharach – o tym zadecydował oddzielny turniej zwany Liguilla Pre-Libertadores, rozegrany na koniec sezonu. Najlepszy klub w tym turnieju uzyskał prawo gry w Copa Libertadores 1986, a drugi musiał stoczyć pojedynek barażowy z mistrzem Urugwaju.

## Primera División

### Końcowa tabela sezonu 1985
| Poz | Klub                       | Mecze | Zw | Rem | Por | Pkt | BrZd | BrStr |
| --- | -------------------------- | ----- | -- | --- | --- | --- | ---- | ----- |
| 1   | CA Peñarol                 | 24    | 12 | 8   | 4   | 32  | 35   | 16    |
| 2   | Montevideo Wanderers       | 24    | 9  | 10  | 5   | 28  | 26   | 16    |
| 3   | CA Cerro                   | 24    | 8  | 11  | 5   | 27  | 28   | 26    |
| 4   | River Plate Montevideo     | 24    | 8  | 11  | 5   | 27  | 25   | 24    |
| 5   | Club Nacional de Football  | 24    | 9  | 8   | 7   | 26  | 26   | 24    |
| 6   | Progreso Montevideo        | 24    | 7  | 11  | 6   | 25  | 24   | 23    |
| 7   | Rampla Juniors             | 24    | 8  | 8   | 8   | 24  | 21   | 24    |
| 8   | Central Español Montevideo | 24    | 6  | 11  | 7   | 23  | 24   | 26    |
| 9   | Sud América Montevideo     | 24    | 9  | 4   | 11  | 22  | 31   | 34    |
| 10  | Huracán Buceo Montevideo   | 24    | 6  | 10  | 8   | 22  | 24   | 27    |
| 11  | Danubio FC                 | 24    | 8  | 5   | 11  | 21  | 36   | 33    |
| 12  | Defensor Sporting          | 24    | 5  | 8   | 11  | 18  | 18   | 32    |
| 13  | CA Bella Vista             | 24    | 5  | 7   | 12  | 17  | 19   | 32    |

### Klasyfikacja strzelców bramek
| Gole | Piłkarz           | Klub       |
| ---- | ----------------- | ---------- |
| 13   | Antonio Alzamendi | CA Peñarol |